# Saint-Pardoult
Saint-Pardoult là một xã trong tỉnh Charente-Maritime trong vùng Nouvelle-Aquitaine, tây nam nước Pháp. Xã Saint-Pardoult nằm ở khu vực có độ cao trung bình 25 mét trên mực nước biển.
Thị trấn nằm bên hữu ngạn sông Boutonne, sông tạo thành toàn bộ ranh giới phía đông của xã.